# Antigua iglesia de San Nidan
La antigua iglesia de San Nidan, Llanidan es una iglesia medieval en la comunidad de Llanidan, en Anglesey, al Norte de Gales, cerca de Menai Strait. La primera iglesia fue fundada en el siglo siete por San Nidan, confesor del monasterio de Penmon, Anglesey, pero las partes más antiguas de la presente estructura, por ahora cerradas y parcialmente en ruinas, datan del siglo catorce. Alrededor del año 1500, la iglesia fue ampliada por la adición de una segunda nave en el lado norte; una estructura de seis arcos también fue construida entre las dos naves. Entre 1839 y 1843, la nueva iglesia de San Nidan fue construida en las cercanías para servir a la comunidad local, en parte debido al costo de la reparación de la vieja iglesia. Posteriormente, gran parte de la construcción fue demolida, dejando solo la parte oeste y la central. La decisión fue condenada al tiempo que Harry Longueville Jones, clérigo y anticuario, lamentó el "destino melancólico" de "una de las iglesias más importantes de la isla de Anglesey". Se han hecho otros comentarios apreciativos acerca de la iglesia antes y después de su demolición.
Después de que la iglesia nueva fue abierta, la antigua iglesia fue usada como capilla para funerales por un corto tiempo. Ha sido restaurada por los dueños de una casa cercana, y ocasionalmente la abren al público. Los restos de la iglesia fueron designados como "construcciones particulares de especial interés", en particular porque San Nidan es reconocido como "un buen ejemplo de una iglesia rural medieval, enriquecida por ampliaciones del siglo XV.
En el siglo XII, Gerardo de Gales dijo que la iglesia poseía un tipo curioso de piedra de tal modo que siempre regresaba al siguiente día sin importar que tan lejos la llevaran. Un conde dijo que se había encadenado a una roca grande y arrojado en el mar, sólo para que la piedra regresara a la iglesia por la mañana siguiente. Un cofre de piedra arenisca que contiene fragmentos de hueso, posiblemente reliquias de un santo, se encontró enterrado bajo el altar. El cofre y la fuente de la iglesia del siglo 13 fueron trasladados a la nueva iglesia.

## Historia y Localización

### Fundación y Construcción
La iglesia de San Nidan está en el sur de Anglesey, Gales, cerca del pueblo de Brynsiencyn. Está a un cuarto de milla (400 m) de Menai Strait, que separa la península de Gales de la isla de Anglesey. Los autores de una guía de 2009 para los edificios del noroeste de Gales registran la tradición que una iglesia fue establecida por primera vez en este sitio, en 616. San Nidan quien fundó la iglesia aquí, se asoció con el monasterio de San Seiriol en Penmon, en el extremo oriental de Anglesey, y fue confesor del monasterio. El área toma su nombre de la iglesia: la palabra galesa llan originalmente significaba "caja" y luego "iglesia", y "-idan" es una forma modificada del nombre del santo.
La iglesia y la casa parroquial se mencionan en una carta de 1360 como propiedad de priorato en Beddgelert, Gwynedd; registros anteriores se han perdido, por lo que la fecha de adquisición del priorato es desconocido. Como resultado de ello, escribe el historiador Antony Carr, Josh estaba aquí el motivo de la "comunidad distante" de los Agustinos en Beddgelert poseer Llanidan y otras tres iglesias en Anglesey no pueden ahora ser descubiertos. Carr señala que el priorato también controlaba dos iglesias en el otro lado del estrecho de Menai desde Llanidan. La propiedad de la iglesia pasó a Enrique VIII en la disolución de los monasterios en 1535. Su sucesora, Isabel I, concedió el patronato (el derecho de un cliente a elegir el párroco) y los terrenos circundantes de San Nidan, incluyendo la casa del estado llamada Plas Llanidan, a un Edward Downam y Peter Ashton; a partir de entonces, en los siglos siguientes, el derecho y la tierra pasó por la venta, en el matrimonio y por legado en manos de la familia de Boston.
La parte restante de la nave sur es la parte más antigua de la estructura actual, data de la época medieval; la puerta norte y tracería (patrones de piedra en las ventanas) apuntan al siglo 14. En alrededor de 1500, la iglesia fue ampliada por la adición de un porche sur y una segunda nave al norte. Una galería (fila de arcos) fue construido entre las dos naves. La ampliación mediante la adición de una segunda nave no era tan común en Anglesey en Gales como en otros lugares. Llanidan es uno de los tres ejemplos de la isla; los otros son de San Beuno, Aberffraw y San Cwyfan, Llangwyfan. No está claro si de San Nidan se amplió debido a un crecimiento en el número que asistieron la iglesia o debido a la generosidad de un benefactor.

### Sustitución y demolición
Una nueva iglesia, también dedicada a San Nidan, fue construida para reemplazar la anterior entre 1839 y 1843. Esto se debió a la antigua iglesia requirió reparación considerable y al crecimiento de la población en Brynsiencyn que necesitaba una iglesia cerca de su aldea. Gran parte de la estructura de la antigua iglesia fue demolida en 1844, dejando sólo el extremo occidental (cerrado por un nuevo muro en el este) y la arcada. Algunos muros se construyeron en el extremo este de la arcada para ayudar a apoyar la estructura, pero se hundió porque fue aparentemente construida encima de una tumba. En 1913, la parte superior de los arcos exteriores se cubrieron con asfalto y tierra en un intento de hacerlos más resistentes a la intemperie. Una de las dovelas en el arco más oriental fue sustituido al mismo tiempo debido a su mal estado.

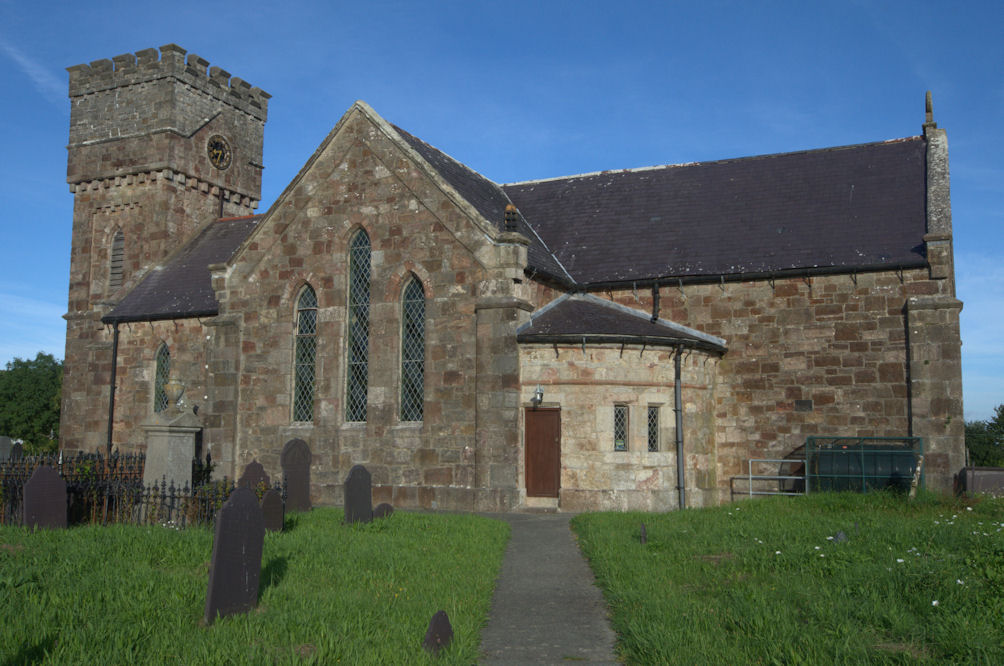
La nueva iglesia, construida (de acuerdo con un crítico del siglo XIX) en un «estilo bárbaro degradado».

 El culto parroquial fue transferido a la nueva iglesia, junto con algunos de los accesorios. La antigua iglesia fue utilizada después como capilla funeraria por un tiempo. El cementerio continuó utilizándose para los entierros hasta 1902. En los tiempos modernos, los propietarios de Plas Llanidan han restaurado la iglesia, y es utilizada por ellos como una capilla privada. La iglesia está cerrada con llave, pero la iglesia y los jardines de Plas Llanidan ocasionalmente se abren al público.
El clérigo del siglo XIX y anticuario Harry Longueville Jones disputaron la necesidad de reemplazar la antigua iglesia y condenaron su "triste destino", que describe las razones de su desaparición como "pretextos". En su opinión, la única parte de la iglesia que requería reparaciones era el extremo occidental "ruinosa" (que había sido "mal construido en primera instancia"), sin embargo esta parte se salvó, mientras que las "buenas partes del edificio" fueron destruidas. Por otra parte, el costo de la nueva iglesia era más del doble del costo de las reparaciones a la iglesia medieval, que podría "soportar por siglos futuros". Agregó que podría haber sido pensado para ser segura, ya que estaba tan cerca de Dios la casa de Boston y así "bajo la sombra del señor del dominio", y condenaron la "mala hora" en la que "se le permitió la mano despiadada del destructor que se levante contra él por aquellos cuyo primer deber era ver que no le hicieran ningún daño. Afirmó que "cuando los edificios, dedicados al servicio de Dios por la piedad de los tiempos antiguos, se les permite ser tratado de esta manera por las autoridades constituidas de la tierra... las instituciones a las cuales están unidos no se puede esperar encontrar mayor favor a manos de la multitud voluble e ignorante. También señaló que la nueva iglesia era sólo un poco más grande que su predecesor.

### Las personas asociadas con la iglesia
El clérigo y anticuario Henry Rowlands, que escribió una historia de Anglesey titulado Mona Antiqua, restaurada, era el vicario de San Nidan desde 1696 hasta su muerte en 1723. Thomas Williams, un político y empresario que se hizo rico a través de cobre minería en Anglesey, fue enterrado en el cementerio en 1802, pero fue vuelto a enterrar en San Tegfan, Llandegfan, en la década de 1830. Isaac Jones, un clérigo y traductor de textos teológicos, fue un cura de Llanidan y otras iglesias en las proximidades desde 1840 hasta su muerte en 1850. Está enterrado en el cementerio de San Nidan. El escultor John Gibson (1790-1866) era el hijo de William Gibson, el cuarto de su familia para servir como monaguillo (inglés: "parish clerk") en la iglesia de San Nidan. La familia Gibson se asoció con la iglesia de principios del siglo 18 en adelante; el bautismo de Gracia, hija de George Gibson, se registra en los registros en 1708.

## Arquitectura y accesorios

### Estructura

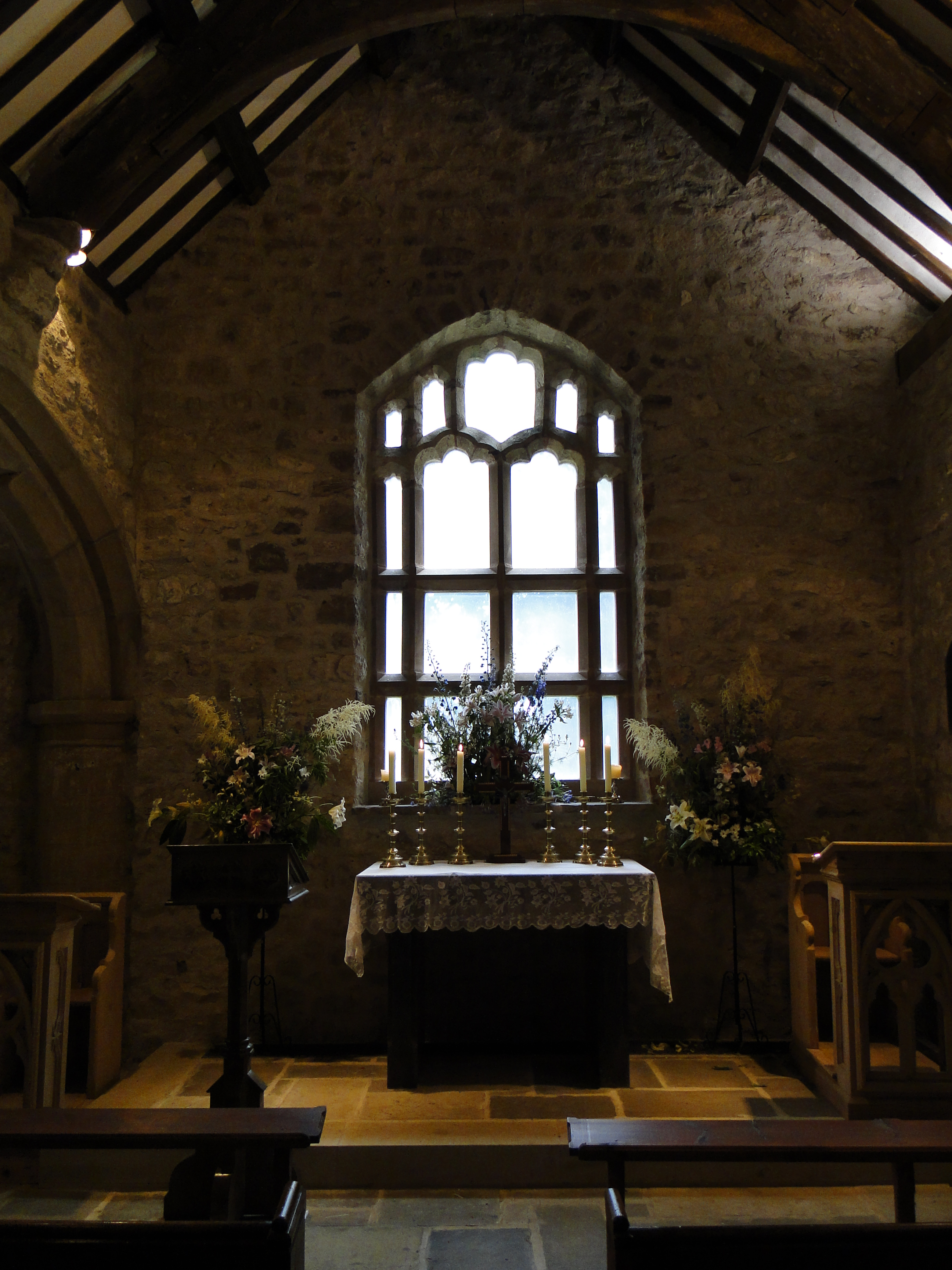
La ventana oriental de la nave lateral sur, que reutiliza algunas tracerías del y la madera expuesta en el techo.

La iglesia de San Nidan tiene dos naves divididas por una arcada central, y un porche en la esquina suroeste. Está a 38 pies (11,6 m) de ancho, la nave norte siendo cerca de 38 pies (0,91 m) de ancho del otro. Antes de la demolición parcial de la iglesia, la iglesia era de 78 pies (23,8 m) de largo y tenía una capilla de 12 por 19 pies (3,7 por 5,8 m) en el lado sur. Las paredes, unos 2 pies 10 pulgadas (0,86 m) de espesor, se construyen a partir de mampostería local con una cubierta de piedra arenisca. Se añadió el presente pared en el extremo oriental después de que fue demolido el resto de la iglesia. El muro occidental ha sido reconstruido y contrafuertes han sido añadidos a un lado y el noroeste esquina sur para ayudar a mantener la estructura. Jones pensó que databan del siglo 16. El techo encima de la sección occidental restante se hizo de pizarras. En la parte superior del extremo oeste del techo por encima de la nave sur, hay una espadaña de piedra con dos campanas.
El pórtico del sur contiene una pila de agua que se dice que milagrosamente nunca iba a secarse; el agua era considerada por tener poderes curativos. Hay una segunda entrada en el lado norte a través de una puerta de arco del siglo 15 decorado con cabezas humanas talladas. Dos versículos del Salmo 84 (en galés) están escritos en la pared sobre la puerta: "Por un día en tus atrios es mejor que mil más bien que había una puerta-encargado en la casa de mi Dios que habitar en las moradas de la impiedad." Estos son las partes sólo supervivientes de los textos bíblicos que decoraban las paredes internas.
La pared norte tiene una ventana con dos luces (secciones de ventana separadas por parteluces) rematado con tréboles (un patrón de tres círculos superpuestos). Las dos ventanas al este de arco, una en cada pasillo, están decoradas con tracerías; la ventana sur reutiliza algunos tracería desde el siglo 15. La capilla sur demolido tenía una ventana de dos luces similar a la de San Pedro, Newborough, que Jones considera de "mano de obra muy rudas", y la plaza de tres luces ventanas -encabezado en las paredes este y oeste. Jones señaló también la pérdida de la ventana original al final del pasillo del norte, que era desde el siglo 14 en su opinión, y algunas ventanas en la pared norte "de excelente hechura." El pasillo sur, dijo, había tenido "una pequeña ventana circular, con una ventana con a punta adentro" al extremo este; la ventana este "fue de un diseño más notable por su singularidad que su belleza."

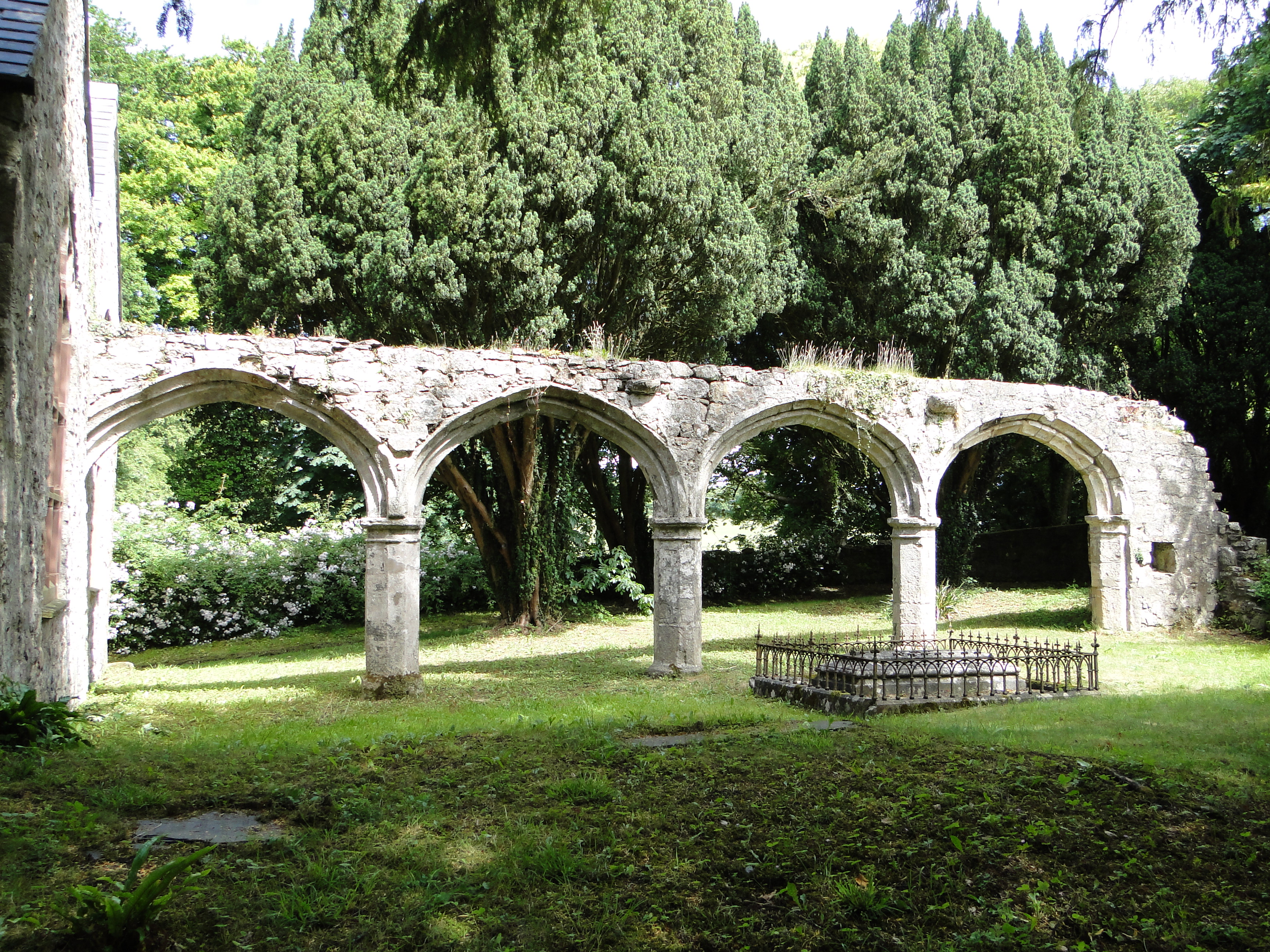
La galería central de exposición, que se «levanta del cementerio como una escultura abstracta».

Dos de los seis arcos en la sala de juegos se encuentran dentro de la iglesia; los otros cuatro proyectos más allá de la pared este, que se ha construido en torno a uno de los pilares octogonales que soportan los arcos. El techo data del siglo 15, a pesar de las vigas vistas que no son originales; cerchas de madera expuestas del techo descansan sobre ménsulas de piedra arenisca. En una encuesta de 1937 por la Comisión Real de Monumentos Antiguos e Históricos de Gales y Monmouthshire señaló 20 monumentos de los siglos 17 y 18. También registró la presencia de un reloj de sol en un pedestal, con fecha de 1768, y algunos escudos de piedra que no están adjuntas al edificio, teniendo las fechas de 1561 y 1563. La mayoría de los accesorios ahora en San Nidan no son originales, y provienen de otras iglesias en el noroeste de Gales; el altar de granito es moderno.

### Piedra del muslo y relicario
El anticuario Angharad Llwyd del siglo XIX, que escribió una historia de Anglesey en 1833, apuntó la historia señalada por Gerald de Gales a finales del siglo XII que la iglesia una vez poseyó una piedra "se asemeja a un muslo humano", que volvería "de su propia acuerdo "sin importar que tan lejos se la llevarán. A veces se conoce como la "piedra homing". Gerald dijo que Hugh d'Avranches, 1.er conde de Chester (que murió en 1101) había probado esta historia lanzando la piedra en el mar, encadenado a una roca grande, sólo para descubrir que la piedra había regresado la mañana siguiente. Como resultado, el Norman conde emitió una orden de que nadie iba a intentar moverla. Se creía popularmente que si una pareja tuvo relaciones sexuales cerca de la piedra (algo que Gerald dijo  pasó "con frecuencia"), sería "sudar grandes gotas de agua" y la mujer no quedaría embarazada. Henry Rowlands escribió que la piedra había sido robada de la pared de la iglesia (en la que se había establecido) durante un tiempo en San Nidan.
Cuando Rowlands era vicario de San Nidan de, un pequeño cofre fue encontrado enterrado cerca de 2 pies (60 cm) debajo del altar, que contiene algunas piezas óseas. Su punto de vista era que contenía las reliquias de un santo de San Nidan de u otra iglesia en la región (Iglesia de San Beuno, Clynnog Fawr o la iglesia de San Dwynwen, Llanddwyn), y que el cofre se había colocado en San Nidan durante la época de Eduardo VI para su custodia. El relicario de piedra arenisca ahora se mantiene a la nueva iglesia, donde la tradición local sostiene que guarda los restos de San Nidan. Jones dijo que era "único, en cuanto a Gales se refiere."  La fuente del siglo 13, que Jones describió como "una singular belleza ejemplar", se trasladó a la nueva iglesia en alrededor del 1860.

## Valoración

### Listado
San Nidan tiene reconocimiento nacional y la protección legal de la alteración, ya que es un grado II* edificio protegido, el segundo más alto de los tres grados de la lista, que designan "edificios particularmente importantes de más de interés especial". Fue dado este estado el 30 de enero de 1968 y ha sido incluido porque es considerado como "un buen ejemplo de una iglesia rural medieval sencilla, enriquecida por las adiciones del siglo XV." Cadw, el organismo del Gobierno de Gales responsable del patrimonio construido de Gales y la inclusión de los edificios de Gales en las listas estatutarias, también señala que a pesar de que fue demolido en parte en el medio del siglo XIX", lo que queda se puede considerar una supervivencia muy bien conservada e importante de una iglesia de dos naves, conserva muchas características del siglo XV tales como la arquearía de medio ".
El muro que rodea el cementerio también es un edificio protegido, en el grado II - el más bajo de los tres grados de perfil, designando "edificios de interés especial, los cuales justifican todos los esfuerzos realizados para su conservación". Según Cadw, la pared data probablemente del siglo 15, de todo el tiempo que la iglesia fue ampliada.

### Comentarios antes de la demolición

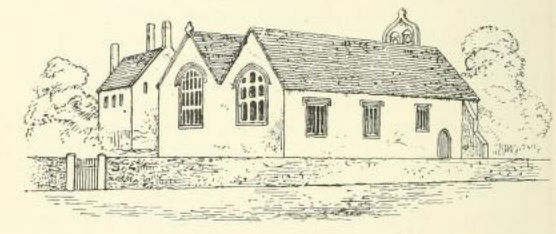
Dibujo de la iglesia hecho por John Skinner en 1802.

En 1802 el clérigo y anticuario John Skinner visitaron Anglesey para ver restos celtas de la isla, comenzando su gira por remar a través del estrecho de Menai para aterrizar en Llanidan. Su opinión era que la iglesia "parece ser superior a la generalidad de los edificios de Gales de la clase", con su doble techo y dos campanas, pero también dijo que "el interior del edificio poco tiene que atraer la atención". Angharad Llwyd lo describió en 1833 como "una estructura amplia, que contiene varios buenos monumentos".
Comentando en 1846 en la iglesia como lo había sido antes de que comenzara la demolición, Harry Longueville Jones dijo que San Nidan era "una de los más grandes e importantes [iglesias] en la isla de Anglesey" por su arquitectura variada, accesorios y tradiciones. Señaló la posición "bastante curiosa" de la iglesia, en un "recinto casi circular" con altos árboles alrededor de él, y dijo que "el efecto del extremo occidental con el pórtico cubierto por una enorme cantidad de hiedra, era pintoresco en el extremo".

### Comentarios después de la demolición

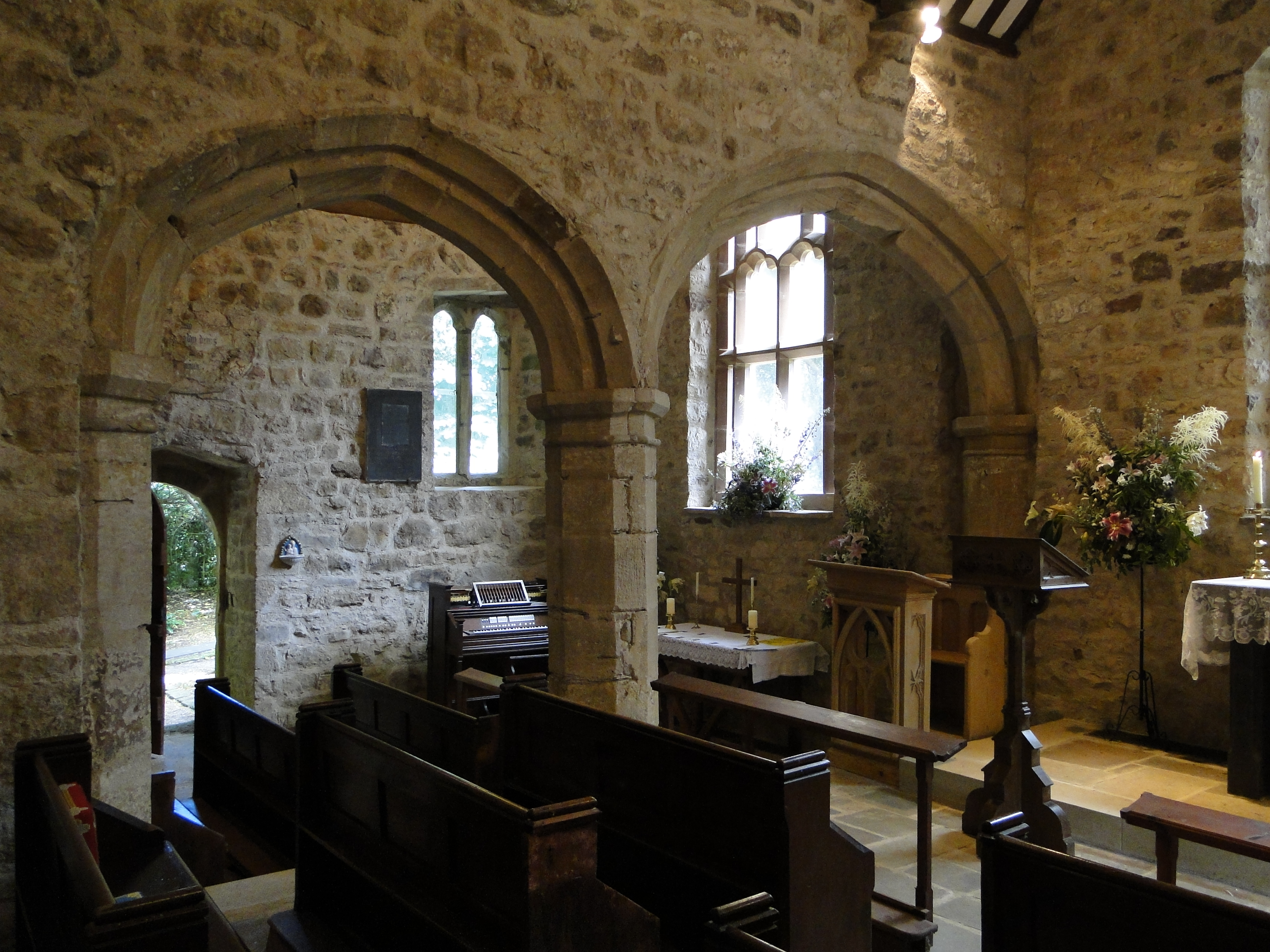
El interior, mirado desde la esquina suroeste, que muestra dos de los arcos que separan los pasillos.

El político e historiador galés y Sir Stephen Glynne visitaron la iglesia en 1850. Dijeron que San Nidan era como "abandonado y en grandes ruinas", "una estructura más grande y mejor que la mayoría de las iglesias Anglesey." En el momento en que lo vio, las paredes estaban todavía la mayoría en el lugar, pero la sección del techo era el extremo occidental; comentó que la mayor parte de la iglesia fue "abierta a los cielos."
El historiador y sacerdote Edmund Tyrrell Verde, escribiendo un estudio de arquitectura y contenidos iglesia Anglesey en 1929, describieron la arcada como "buena" y algunos de la tracería de las ventanas como "muy buena". En su opinión, la "excelencia de la obra" en San Nidan fue a causa de su vinculación con Beddgelert Priorato.
Los autores de un libro de 1990 sobre las iglesias perdidas de Gales dijo que San Nidan era "ahora una concha evocadora decorosamente hecha con hiedra y rodeada por un cementerio cubierto". Ellos lo describieron como "un lugar oscuro, polvoriento y vacío", pero dijo que la "elegante" arcada “se eleva desde el cementerio como una escultura abstracta." La calidad de la talla de piedra de las puertas y ventanas, dijeron, era una prueba de "el esplendor desaparecido de Llanidan."
Un libro de 2002 sobre los cementerios de Gales comenta que "una peregrinación emprendida a este cementerio es gratificante", ya que es "poco para distraer y mucho sugerir los tranquilos años de ministerio de Nidan en este lugar apartado." Tomando nota de cómo el sitio se puede llegar desde el estrecho de Menai todavía oculto al mismo, el autor añade que "algo de quietud todavía permanece en los lugares secretos como Llanidan." Una guía 2005 a País de Gales, dijo que era "la romántica ruina rodeada de teja" de San Nidan que "no se puede perder".